# Ансонія (Огайо)
Ансонія (англ. Ansonia) — селище (англ. village) в США, в окрузі Дарк штату Огайо. Населення — 1160 осіб (2020).

## Географія
Ансонія розташована за координатами 40°12′51″ пн. ш. 84°38′3″ зх. д. / 40.21417° пн. ш. 84.63417° зх. д. (40.214147, -84.634225).  За даними Бюро перепису населення США в 2010 році селище мало площу 2,09 км², з яких 2,03 км² — суходіл та 0,05 км² — водойми.

## Демографія
Згідно з переписом 2010 року, у селищі мешкали 1174 особи в 448 домогосподарствах у складі 322 родин. Густота населення становила 562 особи/км².  Було 500 помешкань (239/км²).
Расовий склад населення:
| - 98,8 % — білих - 0,3 % — корінних американців - 0,2 % — азіатів |

До двох чи більше рас належало 0,6 %. Частка іспаномовних становила 1,6 % від усіх жителів.
За віковим діапазоном населення розподілялося таким чином: 27,6 % — особи молодші 18 років, 62,1 % — особи у віці 18—64 років, 10,3 % — особи у віці 65 років та старші. Медіана віку мешканця становила 35,4 року. На 100 осіб жіночої статі у селищі припадало 94,0 чоловіків;  на 100 жінок у віці від 18 років та старших — 91,9 чоловіків також старших 18 років.
Середній дохід на одне домашнє господарство  становив 40 054 долари США (медіана — 35 078), а середній дохід на одну сім'ю — 44 256 доларів (медіана — 40 938). Медіана доходів становила 38 750 доларів для чоловіків та 24 866 доларів для жінок. За межею бідності перебувало 28,7 % осіб, у тому числі 32,8 % дітей у віці до 18 років та 2,5 % осіб у віці 65 років та старших.
Цивільне працевлаштоване населення становило 483 особи. Основні галузі зайнятості: виробництво — 43,7 %, роздрібна торгівля — 12,0 %, освіта, охорона здоров'я та соціальна допомога — 10,1 %.